# Gustav Radicke
Gustav Radicke (Berlín, 18 de enero de 1810-Bonn, 18 de abril de 1883) fue un físico y matemático alemán.

## Biografía
Fue doctor en filosofía, privatdozent de 1840 al 1847 y luego profesor extraordinario de Física y Meteorología de la Universidad de Bonn. Sus padecimientos físicos paralizaron su actividad científica, por lo que apenas si realizó trabajos a partir de 1843. Escribió las obras Handbuch der Optik, mit besonderer Rücksicht auf die neuesten Forschungen der Wissenschaft (Berlín, 1839) y Lehrbuch der Arithmetik und niedern Analysis (Coblenza, 1847). Además, publicó otros trabajos en varias revistas científicas.